# نور الدين اليوسف
نور الدين اليوسف (19 يناير 1984-) إعلامي وممثل سوري مقيم في الإمارات العربية المتحدة، يقدم برنامج «دردش تاغ» في قناة الحرة صحبة العنود بدر. وقدم برنامج «تكنوميديا» الذي بث على قناة سما دبي.

## حياته الخاصة
وُلد في إمارة عجمان. عاش فيها حتّى سن الرابعة، ثم انتقل مع عائلته إلى إمارة دبي.
بدأ حياته الدراسيّة في سن السادسة في مدرسة الأقصى التي قضى فيها سنينه الدراسيّة الثلاث الأولى. ومن ثمّ انتقل إلى مدرسة الجاحظ، إذ درس مرحلته الدراسيّة الابتدائية الرابعة حتّى أنهى المرحلة السادسة. وانتقل إلى مدرسة الإمارات ليدرس بها مراحل دراسته الإعداديّة الثلاث. وقضى مرحلة تعليمه الثانوي في مدرسة المعارف. ومن ثم التحق بجامعة الإمارات العربيّة المتحدة ليدرس إعلام واتصال جماهيري، وتخرّج منها عام 2007 بدرجة البكالوريوس في الراديو والتلفزيون.

## حياته المهنية

### تقديم البرامج
بدأ حياته المهنيّة وهو في سن الثالثة عشر مع تلفزيون دبي كمقدّم لبرنامج الأطفال «حول العالم». وتدرّج مع تلفزيون دبي حتى عام 2005 فكان مسؤلاً عن العلاقات العامة لبرنامج «الشطار» ومقدّماً لبرنامج «بلا بلا».
انتقل في 2005 للمساهمة بإنتاج برنامج «عالم التقنيّة» الذي تم عرضه على قناة الجزيرة. إذ عمل نور كمذيع ومعد للبرنامج. وبهذا يُعتبر نور كأصغر مقدّمي برامج قناة الجزيرة الإخبارية. وكانت هذه التجربة من أهم محطّاته الإعلامية.
وعمل كمقدّم للبرنامج الشبابي «من المحيط إلى الخليج» الذي تمّ بثّه على قناة العربية الإخباريّة.
وفي عام 2007 عاد إلى دياره الأولى مع مؤسسة دبي للإعلام وليظهر مجدّداً ولكن على قناة سما دبي. عمل كمقدم للبرنامج الأسبوعي «تكنوميديا» الذي يطرح مواضيع تتعلق بالتكنولوجيا وُبث على قناة سما دبي.
عمل من عام 2008 حتى 2010 مع نادي دبي للصحافة وكان من أهم مطوّري صفحات النادي على الشبكات الاجتماعيّة.
عمل لفترة وجيزة مع تلفزيون كارتون نتوورك العربية، إذ قدّم فصلاً كاملاً من برنامج مسابقات الأطفال «التحدّي الأقوى». قام نور بإدارة ورشة العمل الشبابيّة الأولى التي أُقيمت خلال منتدى الإعلام العربي العاشر. وحظي بشرف مرافقة صاحب السمو الشيخ حمدان بن محمد بن راشد آل مكتوم للمعرض الفنّي المصاحب لجائزة حمدان للإبداع التعليمي المتميّز. ويقوم بالعمل كمخرج فنّي كنوع من التسلية.
يعمل حاليا في قناة الحرة ولديه برنامج اسبوعي تحت اسم دردشتاغ كما خضع لعمليات تجميل، ليبدوا بمظهر أكثر وسامة.
شارك كعارض أزياء لمصممين من الخليج، كما أنه السفير الجديد لعلامة الساعات الشهيرة Concord، وقدّم برنامجا خاصا به يحمل اسم «سبوت نور» على يوتيوب، طارحاً أفكاره وتوجهاته عام 2013
في سبتمبر 2019 إنتقل لتقديم برنامج ترينديغ على شاشة إم بي سي 4في أكتوبر 2021 قدمت برنامج «هنا العالم» على شاشة تلفزيون أبو ظبي حول فعاليات معرض أكسبو 2020 بمشاركة ساشا دحدوح قدم برنامج «تحدي السيلفي» على الشاشة نفسها

### في التمثيل
شارك في مسلسل «يوميّات طبيب صغير» والذي عُرض على تلفزيون دبي عام 1998
وفي عدة أفلام قصيرة منها «بين قوسين» و«كأنك نسيت» لمخرجين إمارتيين، كما شارك حفي بطولة الفيلم القصير «لا تحكم على موضوع من خلال الصورة» من إخراج الإماراتي علي مصطفى عام 2013، عام 2017 شارك في مسلسل «قلبي معي» 

## جوائز
- لبنان: جائزة أفضل مذيع خليجي في 2013 والتي قدمتها شركة «أم سي الدولية» المتخصصة في مجالات الاقتصاد والإعلام.[5]

## وصلات خارجية
- ماقيل عن نور الدين اليوسف في الصحافة
- qma.pdf